# Carved in Sand
Carved in Sand es el tercer álbum de estudio de la banda británica de rock gótico The Mission, publicado en febrero en 1990 por el sello Mercury Records. Las canciones fueron escogidas por los fanáticos británicos de la banda, ya que a finales de 1989 Wayne Hussey les mostró las maquetas para que ellos eligieran las mejores canciones.
El disco obtuvo el puesto 7 en los UK Albums Chart y antes de enterar el primer mes de su publicación fue certificado con disco de oro por la BPI, luego de vender más de cien mil copias en el Reino Unido. Por su parte, en los Estados Unidos llegó hasta el lugar 101 en la lista Billboard 200, siendo desde entonces la posición más alta para una producción de la banda en ese país. En cuanto a su promoción, se publicaron tres temas como sencillos «Butterfly on a Wheel», que logró el puesto 12 en la lista británica UK Singles Chart; «Deliverance», que alcanzó el lugar 27 e «Into the Blue» que consiguió la casilla 32 en el mismo conteo. Asimismo, las canciones «Deliverance» y «Butterfly on a Wheel» ingresaron en la lista estadounidense Modern Rock Tracks en las posiciones 6 y 23 respectivamente, mientras que «Deliverance» también entró en la Mainstream Rock Tracks en el lugar 27.
En 2008 el disco fue remasterizado y relanzado en una edición especial, que incluyó un disco en vivo de versiones de bandas en su gran mayoría de glam rock titulado The Metal Gurus, en honor a una canción de los ingleses T. Rex.

## Lista de canciones
Todas las canciones escritas por The Mission, a menos que se indique lo contrario.

| N.º | Título                              | Escritor(es)                                                              | Duración |  |
| 1.  | «Amelia»                            |                                                                           | 2:55     |  |
| 2.  | «Into the Blue»                     |                                                                           | 4:11     |  |
| 3.  | «Butterfly on a Wheel»              |                                                                           | 5:44     |  |
| 4.  | «Sea of Love»                       | Hussey                                                                    | 5:23     |  |
| 5.  | «Deliverance»                       | Hussey, Adams, Hinkler, Brown, Michael Wilton                             | 6:03     |  |
| 6.  | «Grapes of Wrath»                   |                                                                           | 4:20     |  |
| 7.  | «Belief»                            |                                                                           | 7:35     |  |
| 8.  | «Paradise (Will Shine Like a Moon)» | Hussey, Adams, Hinkler, Brown, Leon Huff, Kenneth Gamble, Billy Strayhorn | 3:52     |  |
| 9.  | «Hungry as the Hunter»              |                                                                           | 5:14     |  |
| 10. | «Lovely»                            |                                                                           | 1:19     |  |

| Disco adicional reedición de 2008 - The Metal Gurus |                                             |                           |          |  |
| N.º                                                 | Título                                      | Escritor(es)              | Duración |  |
| 1.                                                  | «Ballroom Blitz» (cover de The Sweet)       | Nicky Chinn, Mike Chapman | 3:14     |  |
| 2.                                                  | «Cracked Actor» (cover de David Bowie)      | David Bowie               | 2:49     |  |
| 3.                                                  | «Mama Weer All Crazee Now» (cover de Slade) | Jim Lea, Noddy Holder     | 3:47     |  |
| 4.                                                  | «Get It On» (cover de T. Rex)               | Marc Bolan                | 4:00     |  |
| 5.                                                  | «Caroline» (cover de Status Quo)            | Bob Young, Francis Rossi  | 3:50     |  |
| 6.                                                  | «Virginia Plain» (cover de Roxy Music)      | Bryan Ferry               | 2:51     |  |
| 7.                                                  | «Metal Guru» (cover de T. Rex)              | Marc Bolan                | 2:28     |  |
| 8.                                                  | «Blockbuster» (cover de The Sweet)          | Nicky Chinn, Mike Chapman | 3:01     |  |
| 9.                                                  | «Merry Xmas Everybody» (cover de Slade)     | Jim Lea, Noddy Holder     | 3:15     |  |

## Músicos
| Músicos de la banda - Wayne Hussey: voz y guitarra eléctrica - Craig Adams: bajo - Simon Hinkler: guitarra eléctrica - Mick Brown: batería | Músicos invitados - Reeves Gabrels: guitarra en «Into the Blue» y «Hungry as the Hunter» - Guy Chambers: teclados en «Grapes of Wrath» - Baluji Shrivastav: sitar en «Sea of Love» |